# 신세 좀 지자구요
"신세 좀 지자구요"는 1969년에 개봉한 대한민국의 영화이다.

## 캐스팅
- 구봉서
- 김희갑
- 서영춘
- 도금봉
- 조미령
- 양훈
- 전양자
- 유진
- 안인숙
- 박옥초
- 이철
- 송해
- 박시명
- 백금녀
- 오천평
- 이기동
- 문미봉
- 심상현